# Djamel Zidane
Djamel Zidane (Arabisch: جمال زيدان; Algiers, 28 april 1955) is een voormalig Algerijnse voetballer. Hij was onder andere actief bij de clubs USM Alger, AS Corbeil-Essonnes, KFC Eeklo, Sint-Niklase SK en KV Kortrijk. Met het Algerijns voetbalelftal nam hij deel aan het Wereldkampioenschap van 1982 en 1986. Hij is voor zover bekend geen familie van de Franse voetballer Zinédine Zidane.

## Carrière
Djamel Zidane debuteerde op jonge leeftijd bij USM Alger, waarmee hij de Beker van Algerije won. Al snel werd de jonge aanvaller, die ook gebruikt werd als spelverdeler, opgemerkt. Dankzij zijn inzicht, techniek, snelheid en grote kracht in zijn linkerbeen won de tweebenige Djamel een prijs voor beste jonge Algerijnse voetballer. Vanaf de kadetten tot de senioren speelde Zidane voor alle nationale elftallen van zijn land. Alhoewel er een regel gold dat Algerijnse spelers vanaf hun 28ste jaar pas mochten vertrekken naar het buitenland, was hij een van de zeldzame uitzonderingen die op 21-jarige leeftijd naar Europa mocht vertrekken om daar een professionele carrière te beginnen. Hij had zich namelijk als student ingeschreven bij de Parijse universiteit, Paris VIII. Zo kon hij als voetballer in het buitenland aan de slag. Hij startte zijn buitenlands avontuur bij AS Corbeil-Essonnes in het seizoen 1976-77. Na enkele maanden maakte hij de overstap naar de amateurclub KFC Eeklo. Het was al snel duidelijk dat de Algerijn voetbalkwaliteiten had om hogerop aan de slag te gaan. In 1978 verkaste de Algerijnse voetballer naar Sint-Niklase SK. Hij won er als beste buitenlander de trofee "de gouden voetbal".
Toenmalige tweedeklasser KV Kortrijk merkte de kwaliteiten van de technische vaardige speler op. De Kerels promoveerden naar de eerste klasse. Ondanks de interesse van Standard Luik en Beerschot koos Djamel voor de promovendus.
Zidane speelde 4 seizoenen bij de Kerels. Hij scoorde er 35 doelpunten onder de trainers Henk Houwaart (3 seizoenen), Wim Reijers. (half seizoen) en Andre Vanmaldeghem. (half seizoen). Djamel werd geprezen als beste buitenlandse speler van de Eerste Klasse. Na zijn periode bij KVK eindigde Djamel zijn carrière bij KSV Waterschei.
De Algerijnse spits speelde ook twee Wereldkampioenschappen (1982 en 1986), waar Algerije tweemaal strandde in de eerste ronde. In 1982 maakte Djamel deel uit van het team dat West-Duitsland versloeg met 2-1. De Algerijnen werden uit het WK geknikkerd door Oostenrijk en West-Duitsland die het tijdens de laatste match op een akkoordje gooiden. Deze match staat in de geschiedenisboeken als "Het bedrog van Gijón".
Op het WK in 1986 maakte hij één doelpunt, uit een vrije trap tegen Noord-Ierland.
Na zijn voetbalcarrière opende hij in Algerije een bedrijf dat medailles en bekers voor voetbaltornooien fabriceerde. Momenteel geniet hij van zijn pensioen aan de rand van Algiers.

## Ontmoeting met Zinédine Zidane
In het boek "Zidane", een bibliografie geschreven door Frédéric Hermel, verklaarde Zinédine Zidane dat hij als kind op zijn kamer een poster hangen had van zijn naamgenoot. Djamel Zidane was een van de jeugdidolen van de Franse sterspeler. De Algerijnse spits schitterde toen op het WK in 1982 en maakte furore in de Belgische eerste klasse bij KV Kortrijk.
In 2002 werd er in Clairfontaine, het oefencomplex van de Franse nationale ploeg, een ontmoeting geregeld tussen Djamel Zidane en Zinédine Zidane. Djamel gaf een truitje van de Algerijnse nationale ploeg cadeau en Zinédine gaf Djamel een foto van hem als speler bij Real Madrid als aandenken.

## Overzicht carrière
Een overzicht van de carrière van Djamel Zidane, ondanks gebrek aan info in de bronnen.
| Seizoen | Club                | Wedstrijden | Doelpunten | Competitie     |
| ------- | ------------------- | ----------- | ---------- | -------------- |
| 1972/76 | USM Alger           | -           | -          | Algerije       |
| 1976/77 | AS Corbeil-Essonnes | -           | -          | Frankrijk (D3) |
| 1977/78 | KFC Eeklo           | -           | -          | België (D4)    |
| 1978/80 | Sint-Niklase SK     | -           | -          | België (D2)    |
| 1980/81 | KV Kortrijk         | -           | 13         | België         |
| 1981/82 | KV Kortrijk         | -           | 3          | België         |
| 1982/83 | KV Kortrijk         | -           | 13         | België         |
| 1983/84 | KV Kortrijk         | -           | 6          | België         |
| 1984/87 | KSV Waterschei      | -           | -          | België         |

- Algerije: 27 interlands, 9 doelpunten.

## Nieuws
Op 12 juli 2006 haalde Djamel Zidane de media. Hij keurde de woorden van voetballer Marco Materazzi af, die tijdens de WK-Finale van 2006 Zinédine Zidane had uitgemaakt voor "vieze terrorist" en tevens diens familie heeft beledigd. "Schandalig! terrorisme heeft niets te zoeken in de voetballerij, er zijn dingen waar je niet over praat, en daar valt iemands familie ook onder." aldus Djamel Zidane.